# Hymenodiscus pannychius
Hymenodiscus pannychius is een zeester uit de familie Brisingidae.
De wetenschappelijke naam van de soort werd, als Brisingella pannychia, in 1928 gepubliceerd door Walter Kenrick Fisher.